# Estadi de la Copa del Món de Seül
L'Estadi de la Copa del Món de Seül (서울월드컵경기장 en hangul, Seoul World Cup Stadium en anglès), també conegut com a Estadi Sang-am, és un estadi multifuncional ubicat en la ciutat de Seül (en hangul: 서울특별시 Seoulteukbyeolsi), capital de Corea del Sud.
És l'estadi on juga de local el FC Seoul en la K-League. És un dels estadis on es va disputar la Copa del Món de futbol 2002, jugant-se un total de tres partits, entre ell una semifinal i el partit inaugural.